# جشوقان
جشوقان روستایی در بخش تودشک شهرستان کوهپایه استان اصفهان ایران است.این روستا در شمال شهرستان ورزنه واقع شده است.
نام روستا گشتگان بوده‌است و بعد به جشوقان تغییر کرده‌است.

## جغرافیا
جشوقان روستائی در شمال شهرستان ورزنه و در مختصات جغرافیائی ۳۲ درجه و ۴۱ دقیقه و ۲۹٫۵۷ ثانیه شمالی و ۵۲ درجه و ۴۳ دقیقه و ۴۹٫۸۳ درجه شرقی در فاصله ۹۰ کیلومتری از مرکز استان اصفهان قرار دارد. این روستا در ۵ کیلومتری از محور تودشک در راه ترانزیت اصفهان، بندر عباس قرار دارد.
آب آن از قنات و کسب و کار ساکنان کشاورزی ، مرغداری یا رنگرزی است. از میوه‌های روستا می‌توان به توت، سنجد و انار و بادام اشاره کرد. آب و هوای کوهستانی و معتدل دارد و در بین کوه‌ها محصور شده‌است. در این کوه‌ها آثاری از زندگی غارنشینی به چشم می‌خورد که خود گویای قدمت دیرینه این روستاست. حمام قدیمی که دارای سکوها و خزینه ای دارد. مقبره آیت اله میرجلال الدین امیر از نوادگان و ذریه امام حسن مجتبی در قبرستان این روستا قرار دارد.

## تاریخچه و مردم
این روستا از پیشنیه تاریخی فرهنگی قدیمی برخوردار بوده و دارای آثار باستانی متعددی از قبیل مسجد دلاور آقا به عنوان یکی از بناهای تاریخی این روستاست. مسجدی مشتمل بر یک ایوان و ۳ شبستان که از لوح سنگ نوشته نصب شده بر سر در آن می‌توان به قدمت دیرینه آن پی برد.
علمای بزرگی همچون سید بحر العلوم و سید علی طباطبایی و سید محمد مجاهد و آیت‌الله بروجردی از نسل این امامزاده هستند. خاندان‌های موجود در این روستا شاهمیرزایی ،اعرابی شریف‌زاده، شجاعی، شریفی، عامری، بنی طباء، غفوری، قمشه ای، امینی، اکبری، مطیعی، فصیحی و مردانی است. در این روستا فیلم های سینمایی همچون محیا (فیلم)  فیلم برداری شده است.

## جمعیت
بر پایه سرشماری عمومی نفوس و مسکن در سال ۱۳۹۵ جمعیت این روستا ۴۰۹ نفر (۱۴۴خانوار) بوده‌است.